# Meana di Susa
Meana di Susa là một đô thị ở tỉnh Torino trong vùng Piedmont, có vị trí cách khoảng 50 km về phía tây của Torino. Tại thời điểm ngày 31 tháng 12 năm 2004, đô thị này có dân số 950 người và diện tích là 17,7 km².
Meana di Susa giáp các đô thị: Susa, Gravere, Mattie, Usseaux, và Fenestrelle.